# Decauville
A Société Decauville, originalmente Société Nouvelle des Établissements Decauville Aîné, foi uma fábrica francesa de sistemas ferroviários e veículos diversos, sendo uma das pioneiras nesses ramos, atua desde 1875, tendo sido fundada por Paul Decauville.
O produto mais inovador da Decauville, foi o "Sistema Decauville", um sistema de seções de ferrovia pré-construídos, bem leves facilitando o transporte e a montagem, sendo muito utilizado em minas e grandes adegas e mais tarde em ferrovias regulares.

## Histórico

### O início e as primeiras ideias
Em 1853 o pai de Paul Decauville, Armand, criou uma oficina de caldeiras dentro da fazenda da família para instalar destilarias nas fazendas do leste de Paris. Em 1864, Armand pede ajuda a seu filho mais velho, Paul, que por ter a saúde fraca, decidiu melhorar e automatizar o funcionamento do negócio. Em 1867, para superar a escassez de mão de obra mecanizando a rotina de arar seus campos, ele seleciona o sistema do engenheiro inglês J. Fowler, utilizando um locomóvel a vapor e um arado reversível, agregando aos serviços da oficina a manutenção dessas caldeiras. Armand Decauville morreu em 1871. Nesse mesmo ano, as oficinas Decauville começam a fazer a manutenção das caldeiras da empresa PLM.
Mas foi em 1875 que as coisas começaram a acontecer. Paul Decauville, testa vários sistemas de transporte e exploração agrícola em suas terras, entre eles o Sistema H. Corbin: um caminho de madeira, semelhante a uma escada, cujos montantes eram cobertos por um suporte de ferro. Os pequenos vagões tinham apenas um eixo. Depois de testar esse sistema, ele foi considerado muito frágil e foi descartado. Naquele mesmo ano, a fazenda Decauville decide plantar beterrabas e a colheita é excelente. Os meios de transporte da época, incluindo veículos basculantes, se mostraram inúteis. Em seguida Paul Decauville decide fazer um sistema mais eficiente que o "Corbin", consistindo de dois trilhos de ferro, ocos de seção quadrada, afastados 400 mm um do outro e presos à dormentes de ferro achatadas, de forma a não afundar no chão. Devido a bitola reduzida e leveza dos trilhos, e também às limitadas dimensões dos caminhos, surge a ideia de criar pequenos vagões ferroviários. Tudo funciona bem, e a colheita de 9.000 toneladas é feita, ajudando também na exploração madeireira antes da primeira geada.
Dois anos depois do episódio da beterraba, o sistema Decauville já era exportado para vários países, como mostra a tabela abaixo:
| País | Em 1878 |
| --- | ------- |
| França | 202     |
| Bélgica | 9       |
| Reino Unido | 8       |
| Alsácia | 6       |
| Suíça | 5       |
| Brasil | 4       |
| Rússia | 3       |
| Argélia, Áustria, Egito, Espanha, Ilhas Maurício, Martinica, Portugal                                                | 2       |
| Cochinchina, África do Sul, Grécia, Holanda, Ilha Reunião, Ilhas Seicheles, Itália, Jamaica, México, Mônaco, Noruega | 1       |

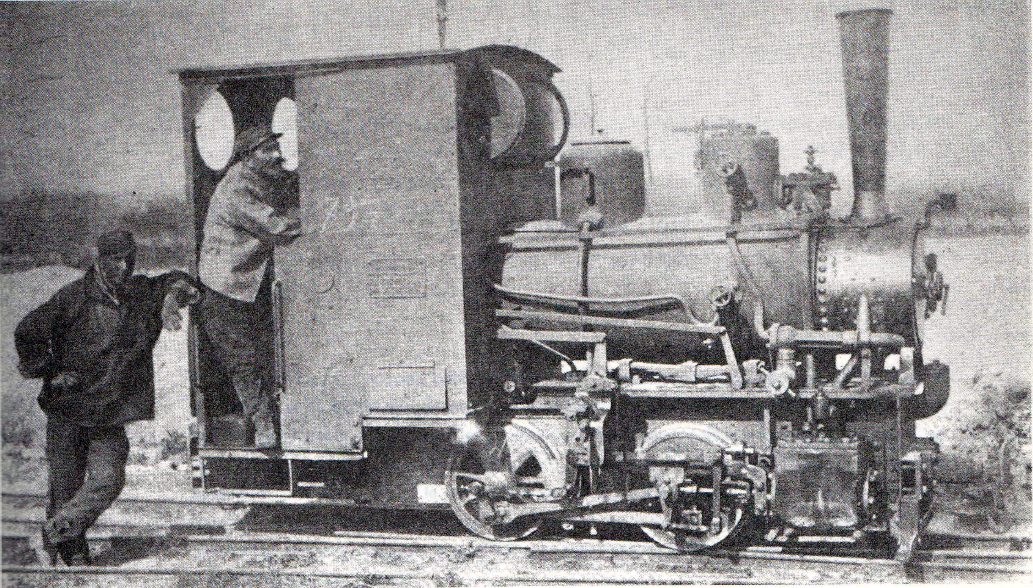
Uma locomotiva Decauville de 1915.

Ainda em 1878, Paul Decauville recebeu a permissão de construir a Ligne du jardin d’acclimatation para demonstrar o transporte de passageiros na Exposição Universal.

### Uso militar
Para o uso militar, a partir de 1888, o sistema foi adaptado para a bitola de 600 mm, e foi usado em Madagascar, no Marrocos, no Sudoeste Africano Alemão

No início da Primeira Guerra Mundial, o sistema Decauville já tinha se estabelecido como um padrão militar e os franceses, os ingleses, e até mesmo os alemães, construíram milhares de quilômetros do que ficou sendo conhecido como ferrovia de trincheira, usando o sistema Decauville.

### Automóveis
A Société des Voitures Automobiles Decauville, uma subsidiária, foi crida em 1897, e começou a produzir automóveis em 1898 em sua fábrica, localizada em Petit-Bourg.

## Galeria
- Ilustração do Sistema Decauville sendo montado.
- Uma locomotiva Decauville.
- Anúncio das bicicletas Decauville.
- Obras de revitalização em uma ferrovia usando o Sistema Decauville.
- Uma Voiturette Decauville de 1898.
- Um automóvel Decauville de 1903.

## Ligações Externas
- Illustration du débardage des betteraves à Petit-Bourg vers 1878 (em francês)
- (F) DECAUVILLE  (em alemão)
- Decauville, de la betterave à la voiturette (em francês)
- DECAUVILLE SPOORWEG MUSEUM HOME (em neerlandês)
- Chemin de fer agricole à voie étroite (em francês)
- Le musée Decauville (em francês)
- Fabrication d'un modèle réduit à vapeur vive de 020 Decauville (em francês)